# Fonamentalisme mormó

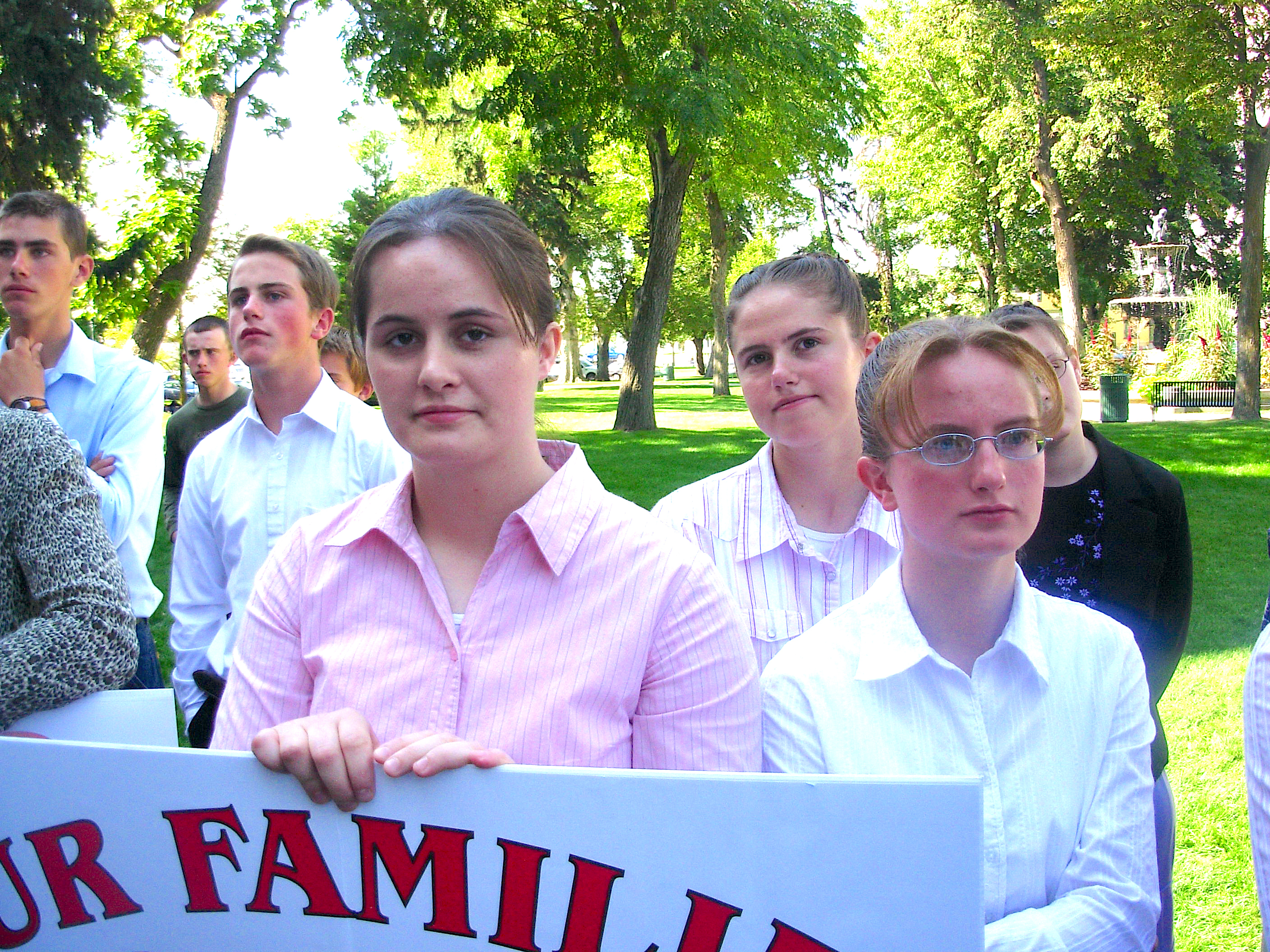
Fonamentalistes mormons es manifesten a Salt Lake City el 2006.

El fonamentalisme mormó és una creença en la validesa de determinats aspectes fonamentals del mormonisme com es va ensenyar i practicar al segle xix, particularment durant les administracions de Joseph Smith, Brigham Young, i John Taylor, els primers tres presidents de l'Església de Jesucrist dels Sants dels Últims Dies, (IJSUD). Els fonamentalistes mormons busquen defensar els principis i pràctiques que ja no són sostinguts pels membres de l'Església de Jesucrist dels Sants dels Últims Dies. El principi més associat amb el fonamentalisme mormó és el matrimoni plural, una forma de poligàmia ensenyada per primera vegada en el moviment dels sants dels darrers dies pel fundador del moviment, el profeta Joseph Smith. Un segon principi estretament associat és el de lOrdre Unida, una forma de comunalisme igualitari. Els fonamentalistes mormons creuen que aquests i altres principis van ser erròniament abandonats o canviats per la IJSUD en els seus esforços per reconciliar-se amb la societat nord-americana dominant. Avui dia, la IJSUD excomunica qualsevol dels seus membres que practiqui el matrimoni plural o que altrament s'associï estretament amb les pràctiques dels fonamentalistes mormons. No hi ha una autoritat única acceptada per tots els fonamentalistes mormons; Els punts de vista i les pràctiques dels grups individuals varien. Els fonamentalistes han format nombroses sectes petites, sovint dins de comunitats cohesives i aïllades a l'oest dels Estats Units, l'oest de Canadà i el nord de Mèxic. Diverses fonts han afirmat que hi ha fins a 60.000 fonamentalistes mormons als Estats Units, i menys de la meitat viuen a llars polígams. Tot i això, altres han suggerit que hi pot haver només 20.000 fonamentalistes mormons amb només de 8.000 a 15.000 practicant la poligàmia. Entre els fundadors de denominacions fonamentalistes mormones cal assenyalar: Lorin C. Woolley, John Y. Barlow, Joseph W. Musser, Leroy S. Johnson, Rulon C. Allred, Elden Kingston i Joel LeBaron. Els grups fonamentalistes mormons més grans són l'Església fonamentalista de Jesucrist dels Sants dels Últims Dies i els Germans Apostòlics Units.